# 라데체

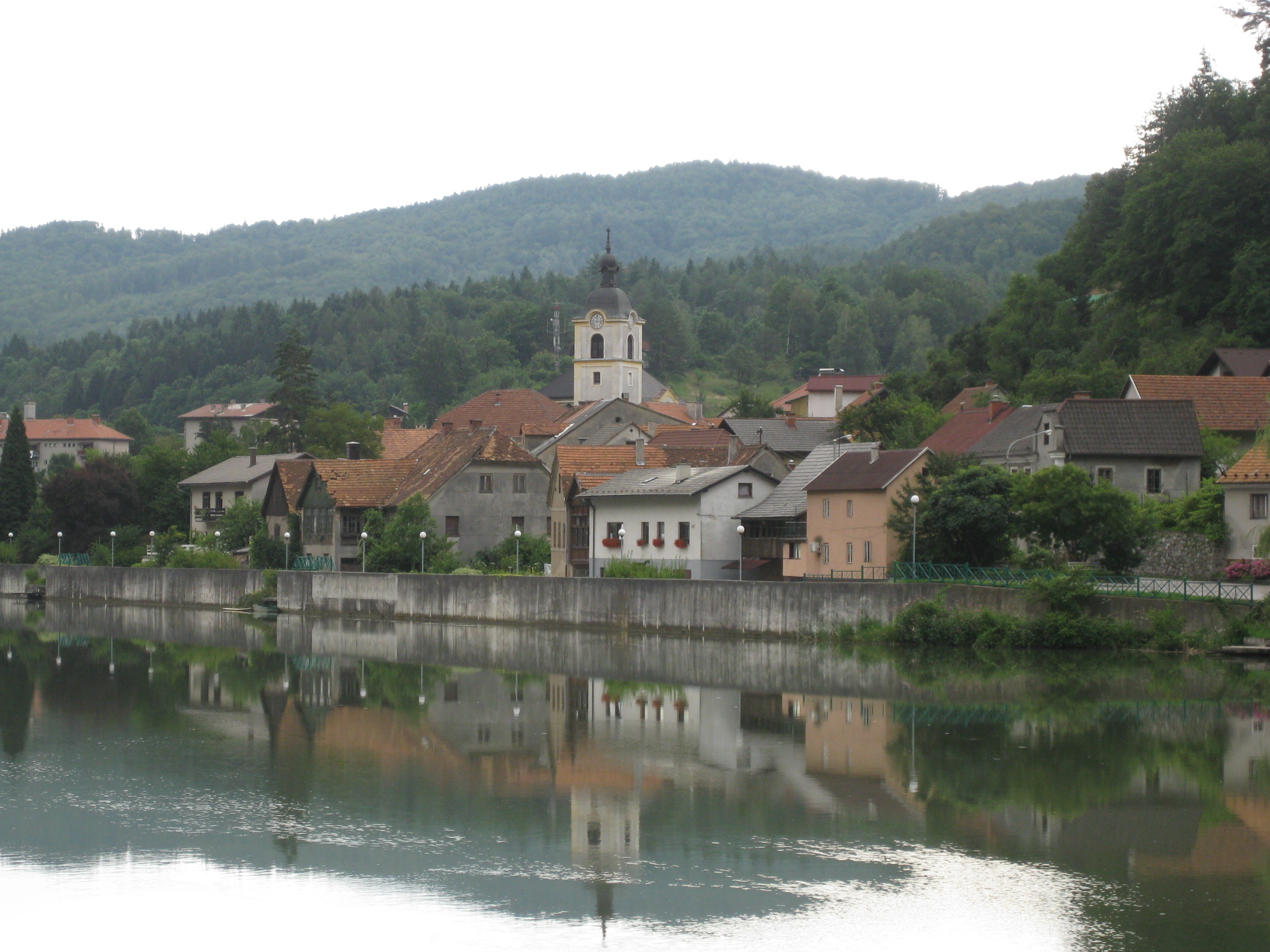
라데체

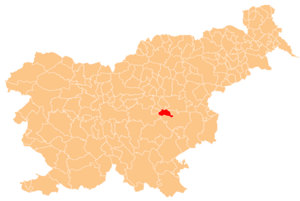
라데체의 위치

라데체(슬로베니아어: Radeče, 독일어: Ratschach 라차흐[*])는 슬로베니아의 도시로 면적은 52.0km2, 높이는 203m, 인구는 4,617명(2002년 기준), 인구 밀도는 88.8명/km2이다.